# Stiphodon oatea
Espèce
Statut de conservation UICN

 NT  : Quasi menacé
Stiphodon oatea est une espèce de poissons de la famille des Gobiidae.

## Distribution
Cette espèce est endémique de Polynésie française, elle se rencontre dans les rivières de Tahuata aux Marquises.

## Publication originale
- Keith, Feunteun & Vigneux, 2010 : Stiphodon oatea, a new species of freshwater goby (Gobioidei: Sicydiinae) from Marquesas Islands, French Polynesia. Cybium, vol. 33, n. 4, p. 327-334.